# Giba
Giba ist eine italienische Gemeinde (comune) mit 1914 Einwohnern (Stand 31. Dezember 2023) in der Provinz Sulcis Iglesiente auf Sardinien. Die Gemeinde liegt etwa 13 Kilometer südöstlich von Carbonia und etwa 27,5 Kilometer südsüdöstlich von Iglesias. Der Ortsteil Villarios befindet sich unmittelbar an der Mittelmeerküste.

## Geschichte
Die Nuraghenkultur hinterließ u. a. ein Domus de Janas (dt. Haus de Feen). Im Mittelalter stand die Gegend bis zum Ende des ersten Jahrtausends unter der Herrschaft eines Benediktinerklosters, bis sich 1122 Piraten in der Gegend einnisteten. Der frühere Bischofssitz wurde kurzzeitig aufgegeben und 1603 endgültig nach Iglesias verlegt.

## Verkehr
Durch die Gemeinde führt die Strada Statale 293 di Giba, die von Sanluri hierher führt. Die Strada Statale 293 geht ab von der Strada Statale 195 Sulcitana von Cagliari nach San Giovanni Suergiu.